# Bahamas Leaks
Bahamas Leaks o Las Filtraciones de Bahamas es el nombre dado por los medios de comunicación a una filtración informativa de cerca de 1,3 millones de documentos del registro mercantil de Bahamas obtenidos por el diario alemán 'Süddeutsche Zeitung'. Incluyen información acerca de 175.888 compañías, offshore, trust y fundaciones registradas en el Bahamas entre 1990 y 2016, y de sus cerca de 25.000 directores y secretarios. Las sociedades fueron incorporadas al registro por 539 intermediarios diferentes, siendo el despacho Mossack Fonseca y los bancos UBS y Credit Suisse los más activos.

## Participación
En La investigación periodística participaron Medio de comunicación de Europa, América, Asia y África con el apoyo del Consorcio Internacional de Periodistas de Investigación, logró identificar más de 175 mil empresas, fideicomisos y fundaciones abiertas por personas de todo el mundo en ese país caribeño.

## Personalidades involucradas
Entre las personalidades involucradas están la exvicepresidente de la Comisión Europea la holandesa Neelie Kroes, la ministra de Interior británica Amber Rudd, al exministro colombiano Carlos Caballero, exsecretarios y 432 empresarios mexicanos y una firma vinculada a la familia del presidente argentino, Mauricio Macri, entre otros. A pesar de que la cifra es bastante alta, algunos de los nombres que más han llamado la atención a la prensa mexicana son los del exgobernador de Nuevo León, Fernando Canales Clariond; el del exsecretario de Gobernación, Fernando Gómez-Mont, y Gastón Azcárraga, quien fuera dueño de Mexicana de Aviación y que fue acusado de lavado de dinero en 2014. También figuran el exsecretario de Gobernación Fernando Gómez-Mont, el exsecretario de Economía y de Energía Fernando Canales Clariond y el empresario Ricardo Pierdant, el empresario Olegario Vázquez Raña y su hijo, Olegario Vázquez Aldir, quienes encabezan un grupo empresarial mexicano que engloba una cadena de hoteles, hospitales y medios de comunicación. La periodista Martha Debalye.

## Importancia
El registro mercantil de Bahamas es público en internet. Sin embargo, incluye información residual y desactualizada sobre las sociedades, y en muchos casos no permite acceder a los nombres de los dueños de las mismas. Además, recabar información tiene un coste de unos 10 dólares por documento. Como ha podido comprobar un periodista del consorcio que acudió a las oficinas de Nassau, la cantidad de documentos a los que se puede acceder ‘en línea’ es una ínfima parte de la que se puede conseguir en persona.

## Relación con los Papeles de Panamá y otras filtraciones
El medio de comunicación que decidió compartir la información con el Consorcio Internacional de Periodistas de Investigación, el alemán ‘Suddeütsche Zeitung’, es el mismo del caso de los Panamá Papers. En ese caso, se trataba de la información interna del despacho de abogados Mossack Fonseca, uno de los mayores del mundo en la creación de sociedades ‘offshore’. Su actividad queda reflejada en Bahamas Leaks, ya que el bufete panameño creó 15. 915 entidades en Bahamas. Se trata de la tercera jurisdicción favorita del despacho para crear sociedades que ayudaran a sus clientes a ocultarse de las autoridades de cada país. El “Bahama Leaks” se incluye en la base de datos sobre paraísos fiscales del Consorcio Internacional de Periodistas de Investigación, que contiene información sobre medio millón de entidades “offshore” y reúne los datos publicados en anteriores “filtraciones”, como fueron los “papeles de Panamá”.

## Repercusiones
- Argentina:Estas revelaciones reavivaron la polémica de las diferentes cuentas y sociedades offshore que posee Mauricio Macri y sus familiares en Paraísos fiscales como Bahamas[10][11]

- Guatemala:Harold Caballeros López, excanciller de Guatemala (2012-2013, bajo la presidencia de Otto Pérez Molina), excandidato a presidente (2011) y pastor principal de la iglesia evangélica de Guatemala El Shaddai, tiene montada desde hace dos décadas una estructura financiera de Offshore en las Bahamas, cuya revelación se descubrió en los Papeles de Panamá y se confirmó con los Bahamas Leaks. Su principal figura Harold caballeros López señala que no hizo nada ilegal y señala que es una campaña en su contra por su posición conservadora en varios temas políticos y sociales del país centroamericano.[12]

- México: El Servicio de Administración Tributaria de México procederá conforme a disposiciones fiscales a la investigación de los contribuyentes y personas señalados en la filtración documentos denominada Bahamas Leaks, dada a conocer por medios asociados al Consorcio Internacional de Periodistas de Investigación (ICIJ, por sus siglas en inglés).[13]

- Panamá: El Bufete de abogados Mossack Fonseca emitió un comunicado por medio de su cuenta de Twitter señalado y denunciando la obtención ilegal de información por medio de la filtración de los Bahamas Leaks.[14] La revelación de una nueva lista de sociedades "offshore" en Bahamas evidencia que la evasión fiscal es un problema de todo el mundo y no solo de Panamá, tal y como se señaló tras la publicación en abril de los denominados papeles de Panamá, indicó Juan Carlos Varela[15]

- Unión Europea  Países Bajos: La antigua comisaria de competencia de la Unión Europea Neelie Kroes, que ahora trabaja para Uber, ha explicado que aquella empresa- Mint Holdings- no llegó a estar operativa y que su nombre quedó en los papeles “por descuido”. Las normas europeas exigen hacer pública cualquier tipo de actividad —remunerada o no— en la década anterior a acceder al cargo.[16][17] La comisión de investigación del Parlamento Europeo sobre evasión fiscal solicitó la comparecencia de la excomisaria europea de la Competencia Neelie Kroes, después de que medios revelaran que compaginó su cargo en la UE con la dirección de una empresa situada en el paraíso fiscal de Bahamas.[18] Por medio de una carta Jean-Claude Juncker pidió explicaciones de los hechos denunciados en las filtraciones de Bahamas.[19]